# Луїс Геммонд Реймонд
Луїс Геммонд Реймонд (англ. Louise Hammond Raymond; 29 грудня 1886 — 0 серпня 1991) — колишня американська тенісистка.
Найвищим досягненням на турнірах Великого шолома були фінали в одиночному, парному та змішаному парному розрядах.

## Фінали турнірів Великого шолома

### Одиночний розряд (2 поразки)
| Результат | Рік  | Турнір                      | Покриття | Суперниця             | Рахунок  |
| --------- | ---- | --------------------------- | -------- | --------------------- | -------- |
| Поразка   | 1910 | U.S. National Championships | Трава    | Гейзел Гочкіс-Вайтмен | 4–6, 2–6 |
| Поразка   | 1916 | U.S. National Championships | Трава    | Молла Маллорі         | 0–6, 1–6 |

### Парний розряд (2 поразки)
| Результат | Рік  | Турнір                      | Покриття | Партнерка  | Суперниці                       | Рахунок        |
| --------- | ---- | --------------------------- | -------- | ---------- | ------------------------------- | -------------- |
| Поразка   | 1914 | U.S. National Championships | Трава    | Една Вілді | Мері Браун Луїс Рідделл Вільямс | 8–10, 2–6      |
| Поразка   | 1916 | U.S. National Championships | Трава    | Една Вілді | Молла Маллорі Елеонора Сірс     | 6–4, 2–6, 8–10 |

### Мікст (2 поразки)
| Результат | Рік  | Турнір                      | Покриття | Партнерка        | Суперниці                               | Рахунок       |
| --------- | ---- | --------------------------- | -------- | ---------------- | --------------------------------------- | ------------- |
| Поразка   | 1908 | U.S. National Championships | Трава    | Реймонд Д. Літтл | Натаніел Найлз Едіт Роч                 | 4–6, 6–4, 4–6 |
| Поразка   | 1909 | U.S. National Championships | Трава    | Реймонд Д. Літтл | Воллас Ф. Джонсон Гейзел Гочкіс-Вайтмен | 2–6, 0–6      |